# Bund Freiheit der Wissenschaft
Der Bund Freiheit der Wissenschaft (BFW) war ein deutscher eingetragener Verein von Personen aus verschiedenen politischen und gesellschaftlichen Richtungen, der sich laut Eigenbeschreibung u. a. für die Freiheit der Wissenschaft und die Leistungsfähigkeit der Hochschulen und Schulen einsetzte.:100 f. Schwerpunkt der Vereinstätigkeit war die Öffentlichkeitsarbeit zu Themen der Bildungspolitik.
Es handelte sich um eine heterogene Sammlungsbewegung, in der alle drei seinerzeit großen bundesrepublikanischen Parteien und viele verschiedene Berufssparten vertreten waren, die sich unter anderem als Reaktion auf psychische und physische Gewalt von Teilen der Westdeutschen Studentenbewegung gegen Andersdenkende an den Universitäten zu einem Verband formiert hat.:287:79,85,260,234 Der BFW entwickelte sich zur wichtigsten Plattform des intellektuellen Konservatismus in der Bundesrepublik Deutschland. Entstehungskontext des BFW sind die Studentenbewegung, die Hochschulreform und die Bildungsexpansion in den 1960er Jahren.

## Geschichte
Die neuere zeithistorische Forschung legt Wert darauf, auch die Nachfolgewirkungen der 1960er Studentenbewegung zu thematisieren, die die ältere Forschung kaum beachtet hat, obwohl sie für die Konstitution des BFW eine wichtige Rolle spielten: Die Erfahrungen meist psychischer, aber auch physischer Gewalt durch die Studentenbewegung trugen erheblich zur Entstehung, aber auch der weiteren Solidarisierung mit dem BFW bei.:79,85,155,260,50
Es wird in der Rückschau über die bekannten Bilder von Vietnamkongress und Kommune I oft vergessen, dass die 68er-Bewegung zunächst eine Hochschulrevolte war. Die Hochschullehrer sahen sich somit als die ersten Leidtragenden der Studentenbewegung. Der „Ordinarius“ mit dem tausendjährigen Muff unter dem Talar war für die Studenten das Sinnbild eines vermeintlich reaktionären Hochschulsystems (in dem damals tatsächlich noch immer nicht wenige Professoren mit NS-Vergangenheit lehrten). :287 In Vorlesungen und Seminaren wurden Andersdenkende zudem mit Zwischenrufen und Sprechchören, nicht selten auch mit Eiern und Farbbeuteln angegriffen. Besonders in den frühen 1970er Jahren, als sich Teile der Bewegung radikalisiert hatten, gab es teils äußerst gewalttätige Aktionen durch Studenten aus dem extrem linken Spektrum gegen andersdenkende Lehrende und Studierende.
Bis in die 2000er-Jahre wurden die Gegner der Studentenbewegung, und damit auch der BFW,  bei der historischen Erforschung der 1968er-Bewegung und der 1970er Jahre kaum beachtet.:25 Zu diesem Zeitpunkt war über die „Achtundsechziger“ viel geschrieben worden, wenig aber über den Widerstand, den diese Bewegung aus den Universitäten selbst und aus anderen Bereichen der Gesellschaft erfuhr. Mit den neueren historischen Forschungen konnten einige Missverständnisse zwischen den „Achtundsechzigern“ (die von ihren Gegnern meist mit den Extremisten in ihren Reihen gleichgesetzt wurden) und dem Bund Freiheit der Wissenschaft wie auch verbreitete Fehlannahmen über den BFW korrigiert werden, denn die BFW-Mitglieder waren vielfach viel jünger, als es damals gelegentlich verbreitete Vorstellungen suggerierten. Außerdem hatte der Verein in der Führungsriege, aber auch unter den Mitgliedern, vom Regime des Nationalsozialismus Verfolgte und Remigranten, Christdemokraten und Sozialdemokraten.:15 Der Verband war also kein Sammelbecken von reaktionären Reformgegnern, sondern betonte stets die Notwendigkeit von Reformen.:74
Die Analysen der neueren Forschung ergaben, dass es sich bei den Mitgliedern zwar vorrangig um Vertreter einer männlichen, von bürgerlichen Werten geprägten Bildungselite handelte, sie aber doch vielfach jünger und in ihren Einstellungen wesentlich moderner und progressiver waren, als ihnen von ihren Gegnern unterstellt wurde,:461 für die der Interessenverband gelegentlich geradezu ein „Feindbild“ war.:253,360,409,443 f. So traten sie etwa für eine notwendige Hochschulreform, die Abschaffung der Ordinariate und eine Besserstellung der Nichtordinarien und Assistenten ein.:281,461,271 Viele der im BFW organisierten Professoren erlangten ihren wissenschaftlichen Ruf zudem in den „methodisch-theoretisch innovativsten Forschungszweigen“ ihrer Fächer und sahen ihre Arbeit als einen „Beitrag zur Festigung der liberal-demokratischen Gesellschaftsordnung der Bundesrepublik“ an.:102 f.
Die Erfahrungen meist psychischer, aber vereinzelt auch physischer Gewalt durch die Extremisten innerhalb der ihrerseits heterogenen westdeutsche Studentenbewegung in der damaligen Zeit des Kalten Krieges trugen erheblich zur Entstehung, aber auch zu weiterer Solidarisierung mit dem BFW bei.:79,85,155,260,50 Aber auch die damals unter Konservativen verbreitete Befürchtung einer kommunistischen Unterwanderung der Universitäten und einer sozialistischen Revolution spielte eine Rolle für die Entstehung des Verbandes, der in einer Zeit entstanden war, in der die Sozialistische Einheitspartei Deutschlands (SED) an den Hochschulen West-Berlins zum Teil großen Einfluss hatte.:257 In diesen Zusammenhängen bereitete Sorge, dass Teile besinders radikaler Studenten zur „Eroberung der Universität“ als erster Station auf dem „langen Marsch durch die Institutionen“ aufgerufen hatten.
Nach Auffassung des BFW wollten die radikalen Teile der Studentenbewegung den Marxismus nicht mehr als eine wissenschaftliche Deutungsmöglichkeit unter vielen, sondern nach dem Vorbild des „Ostblocks“ als Leitideologie aller Forschung und Lehre zu Grunde legen. Die Verbandsmitglieder argumentierten, der Marxismus dürfe nicht zum Wahrheitsmonopol erhoben und als allumfassendes Paradigma an den Hochschulen fungieren, habe aber dort als eine kritische Methode unter anderen durchaus seinen Stellenwert.:71
In den Zeiten der politisch-intellektuellen Polarisierung des westdeutschen akademischen Milieus in den 1970er Jahren waren prägende Figuren des BFW in seinem ersten Wirkungsjahrzehnt namhafte Geistes- und Sozialwissenschaftler, hochrangige Wissenschaftsfunktionäre und einflussreiche public intellectuals wie z. B. Ernst Fraenkel, Wilhelm Hennis, Georg Nicolaus Knauer, Helmut Kuhn, Richard Löwenthal, Ernst Nolte, Heinz-Dietrich Ortlieb, Konrad Repgen, Walter Rüegg, Otto von Simson und Friedrich Tenbruck. Schon diese Liste korrigiert ein verbreitetes Klischeebild, bei den im BFW organisierten Professoren habe es sich um das letzte Aufgebot einer älteren, erzkonservativen und vielfach NS-belasteten Ordinariengeneration gehandelt, der die Studentenbewegung den tausendjährigen Muff unter den Talaren wegblasen wollte. Ein Großteil der genannten Mitglieder zählte um 1970 noch zu den jüngeren Professoren, war akademisch nach 1945 sozialisiert worden und erst Anfang der 60er Jahre, also kurz vor der „68er-Revolte“ auf die Lehrstühle gerückt (so Roman Herzog, Hermann Lübbe, Hans Maier, Thomas Nipperdey, Erwin K. Scheuch und Alexander Schwan). Hinzu kamen vom Regime des Nationalsozialismus Verfolgte und Remigranten wie Ernst Fraenkel, Helmut Kuhn, Richard Löwenthal und einige mehr. Christdemokraten wie Roman Herzog, Helmut Kuhn, Hans Maier, Konrad Repgen und Sozialdemokraten wie Richard Löwenthal, Hermann Lübbe, Thomas Nipperdey, Heinz-Dietrich Ortlieb und Alexander Schwan hielten sich ungefähr die Waage.:15 Auch der Erfinder des Vereinsnamens, der Historiker Ernst Nolte, galt damals mit seiner typologisch verfahrenden Faschismusanalyse noch keineswegs als konservativ.
Einer der Hauptgründer der Notgemeinschaft für eine freie Universität (NofU), die einer der Verbände war, aus dem der BFW entstand, war Ernst Fraenkel, der als einer der „Väter“ der modernen Politikwissenschaft in der Bundesrepublik Deutschland und West-Berlin gilt und im Dritten Reich als Jude (auch im Widerstand gegen den Nationalsozialismus) gezwungen war, Deutschland zu verlassen. Sein schon 1940 in den USA und dann 1974 in Deutschland erschienenes Werk „Der Doppelstaat“ gilt auch heute noch als wesentliche Standardliteratur über das nationalsozialistische Deutschland. Fraenkel sah durch monatelange Angriffe und Bedrohungen der Studentenbewegung gegen Andersdenkende und ihn selbst große Gefahren und litt sehr darunter.:68 Die Studentenbewegung beanspruchte aber für sich, den deutschen Widerstand stellvertretend nachzuholen und gegen „faschistische“ Strukturen des deutschen Staates zu kämpfen. Die andere Seite sah das als Gefährdung der jungen Demokratie und zog Parallelen zum Ende der Weimarer Republik. Aus diesen Gegensätzen wuchs die damalige Auseinandersetzung besonders an den Hochschulen.
Die neuere Forschung hat inzwischen gezeigt, dass ein Wandel in der öffentlichen Aufarbeitung des Nationalsozialismus bereits vor der 68er-Bewegung eingesetzt hatte und dass sie möglicherweise sogar den Nationalsozialismus als „in der Gegenwart ubiquitär anzutreffenden Faschismus“ wieder entpersonalisiert und „derealisiert“ hat. Dies hat nach neuesten zeithistorischen Forschungen zu einer politischen „Begriffsverwilderung“ geführt, wie sie auch an den damaligen Auseinandersetzungen um den NofU und den BFW abzulesen ist.:69
Seit den 1970ern gab es trotzdem zahlreiche Bezeichnungen (z. T. In Form von Graffiti) für den Verband als rechtsextreme Vereinigung, wie etwa „Rechtskartell“, „akademische NPD“, „brauner“ oder „faschistischer Bund“. Hier nahm die bis heute verbreitete Praxis der gegenseitigen Faschismusvorwürfe ihren Ausgang. Jüngere Professoren wie zum Beispiel Thomas Nipperdey, die sich selbst zur liberalen Reformavantgarde zählten, waren empört, dass die Studenten sie selbst als „Nazis“ angriffen mit Äußerungen wie „NiPerDey ist ein Faschistenschwanz“.:118
Aber auch manche Reaktionen des BFW führten dazu, dass die Auseinandersetzungen zwischen „Rechts“ und „Links“ sich in den 1970er und 1980er Jahren intensivierten. In Reaktion auf die Proteste gegen den Vietnamkrieg, die Notstandsgesetze und den Radikalenerlass sowie die damit zusammenhängenden, angeblich verfassungsfeindlichen studentischen Unruhen beschworen zum Beispiel die Mitinitiatoren des BFW, Karl Holzamer und Gerhard Löwenthal, medienwirksam die vermeintliche Gefahr eines kommunistischen Umsturzes in der Bundesrepublik. Beide „Seiten“ gerieten immer tiefer in eine Spaltung in ein „rechtes“ und ein „linkes“ Lager.:463,453 Seit den 1990er Jahren wandte er sich zunehmend der Schulpolitik und weiteren Fragen der Hochschul- und Bildungspolitik zu. Die verbliebenen Veteranen des BFW kämpften übrigens bis ins Jahr 2014 an entscheidender Stelle fast Seite an Seite mit den Studentenvertretungen gegen die Bologna-Reform. Aber das hatten beide Seiten gar nicht recht bemerkt. Der Verband litt später teilweise unter Geldmangel und dem hohen Alter seiner Mitglieder und löste sich im Jahre 2015 auf.
Arbeiten zum BFW reproduzierten aufgrund der vielen Missverständnisse und Missdeutungen aus seiner Entstehungszeit noch bis zum Ende der 2000er Jahre die typischen Allgemeinplätze gegen den Verband. Dieses Muster brachen erstmals wissenschaftlich fundierte und ausgewogenere Artikel aus den Jahren 2008 und 2010.:25

## Ursachen und Gründe für die Entstehung: psychische und physische Gewalt
Gerade aus der Entstehungszeit des BFW gibt es viele Beispiele von Gewalt Studierender des extrem linken Spektrums gegen Lehrende, aber auch gegen Kommilitonen. Manfred Scheler beispielsweise stieß früh zur NofU. Er konnte 1969 die Zwischenprüfung nur noch unter Polizeischutz abnehmen. Es kam auch in den Folgejahren zu einer Kampagne, die für ihn eine zweijährige „Hetzjagd ohnegleichen“ bedeutete. 1973 etwa drohten ihm (der „Sau“) zwei Studenten mit einem „Genickschuß“. Manfred Scheler kam durch die ganze Situation einem „psychischen und physischen Zusammenbruch“ nahe.:244
Eines der frühen Mitglieder war auch Folkmar Koenigs, Lehrstuhl-Inhaber an der Technischen Universität zu Berlin. Auch er gab in den 1970er Jahren seine Erfahrungen mit physischer Gewalt im Zusammenhang mit Teilen der Studentenbewegung zu Protokoll.
1970 erschienen 70 Studenten in einer Sitzung an der Freien Universität Berlin, um – laut einem Eigenbericht – „der Reaktion auf die Finger zu klopfen“. Mit „Reaktion“ war der Romanistikprofessor und Sozialdemokrat Erich Loos gemeint, der in der Zeit des Nationalsozialismus vom Regime verfolgt worden war. 1967 war er Redner auf der offiziellen Trauerfeier für Benno Ohnesorg. Zugleich gehörte er später aber wegen der Ereignisse der Gewalt an der Universität der NofU an. Sein Name stand gemeinsam mit anderen Vorstandsmitgliedern auf beinahe allen NofU-Publikationen. Die 70 Studenten bezeichneten Loos als „Sumpfkröte“ und bewarfen ihn mit Eiern, während er versuchte, sich hinter einem Tisch zu schützen.:288
Die Unruhen an den Universitäten schockierten viele Remigranten. Hans Maier bekam zahlreiche Anrufe jüdischer Kollegen, die von antisemitischen Aggressionen an Universitäten berichteten. Edith Eucken-Erdsiek aus Freiburg, Hilde Domin aus Heidelberg, Ernst Fraenkel und Richard Löwenthal aus Berlin meldeten sich bei ihm. In München waren Helmut Kuhn und Friedrich Georg Friedemann Zielscheiben vieler Angriffe. Die monatelangen Angriffe hatten Fraenkel und Domin seelisch zermürbt, beide fragten Maier am Telefon: „Fängt das nun in Deutschland schon wieder an?“:68
Richard Löwenthal, der 1931 als Jude seine Dissertation nicht mehr hatte veröffentlichen können und bald darauf emigriert war, sagte 1970 in einer Fernsehsendung:

„Am meisten […] ähneln die Formen des studentischen Terrors, die wir in den letzten Jahren gehabt haben, den faschistischen. Es ist nicht eine Frage des Prozentsatzes […] wenn an soundso vielen Universitäten sich immer wieder herausstellt, dass bestimmte Leute wegen ihrer Meinung zu einer Zielscheibe der Beleidigung und Bedrohung, der physischen Angriffe, der Bedrohung ihrer Familien und der Unmöglichmachung ihrer Existenz gemacht werden; daß gezielte Kampagnen gegen Hochschullehrer mit allen Mitteln […] wegen ihrer Gesinnung […] stattfinden. Und dann möchte ich Sie fragen, Herr Westphalen, wenn Sie alt genug gewesen wären, 1932 zu erleben, wie die ersten Vorlesungen von Hochschullehrern wegen ihrer Rasse gestört wurden, mit ähnlichen, mit vergleichbaren Methoden — ich möchte wissen, ob Sie damals die Frage nach dem Prozentsatz gestellt hätten.“

Aber auch Äußerungen von Professoren, die der Studentenbewegung zuerst sehr positiv gegenüber eingestellt waren, lauteten angesichts der Gewalt an den Universitäten ähnlich. So erhob Jürgen Habermas den Vorwurf des „Linksfaschismus“ (den er allerdings kurze Zeit später öffentlich zurückgenommen hat) und Max Horkheimer wies darauf hin, „eine Affinität zur Geisteshaltung der nach der Macht strebenden Nazis“ sei „unverkennbar“. Bei der Bewegung gehe es „um die Freude am Krawall, das Ausleben von Aggressionen“. Auch Theodor W. Adorno soll gesagt haben: „Ich habe ein theoretisches Denkmodell aufgestellt. Wie konnte ich wissen, dass Leute es mit Molotow-Cocktails realisieren wollen.“ Mittlerweile gibt es auch von ehemaligen Mitgliedern der Studentenbewegung, die sie mittlerweile kritisch sehen, ähnliche Äußerungen, wie z. B. von Götz Aly.:69
Viele Professoren hatten in dieser Situation das Gefühl, ihre „geistige Heimat“ verloren zu haben, einige litten sehr unter den Handlungen radikaler Studenten (beispielsweise Manfred Scheler, Konrad Repgen, Erwin K. Scheuch, Gerhard Kaiser und Friedrich Tenbruck).:78 Tenbruck war Ende der 1960er Jahre massiv von Teilen der Studenten angegriffen worden, so dass er bis in die 1970er Jahre von der Vorlesungspflicht befreit werden musste. Er war von 300 Studierenden in Heidelberg vom Campus gedrängt, mit Tomaten beworfen und anschließend auf einer „Autojagd“ quer durch die Stadt verfolgt worden. 1972 beschloss eine Vollversammlung von Studenten in Tübingen seine „Absetzung“. Tenbruck hat diese Ereignisse nie ganz verwunden.:232 In mindestens einem bekannten Fall endete die Gewalt mit einem Suizid: Im September 1969 nahm sich Jan van der Meiden, Professor für Philosophie an der Universität Heidelberg, das Leben.:78 Der Rektor Werner Conze, der Dekan der Philosophischen Fakultät Bodo Müller und der Philosoph Hans-Georg Gadamer schrieben in einem Brief:

„Die Philosophische Fakultät kann aufgrund genauer Ermittlungen nicht mehr daran zweifeln, daß der Verstorbene sich in seinem Recht der freien Lehre und der Hingabe an seinen Lehrberuf zutiefst verletzt gefühlt hat. Die im Sommersemester erfolgte Behinderung seiner Vorlesung durch Studenten […] hat er nicht verwinden können.“

Die Belastungen durch die psychische und physische Gewalt hatten weitere Folgen: Einige Professoren verließen die Bundesrepublik, beispielsweise folgte Hermann Lübbe 1970 einem Ruf in die Schweiz, Walter Rüegg ging 1973 an die Universität Bern und Georg Nicolaus Knauer wanderte 1975 von der Freien Universität Berlin aus nach Philadelphia aus.:78 Er sagte in einer Rede 1974:

„Sie [Gruppen von jungen Extremisten] beschlagnahmten sogleich das schöne Wort ‚Reform‘, fanden die lebhafteste Unterstützung zahlreicher etablierter liberaler Intellektueller und beschuldigten jeden, der ihren ‚Reformvorschlägen‘ ein wenn auch nur zögerndes ‚Nein‘ oder ‚Aber‘ entgegensetzte, kurz aber wirkungsvoll als ‚Reformgegner und Faschisten‘.“

Hans Maier berichtet von etlichen „entmutigenden“ Vorfällen:

„Kampagnen gegen ältere und empfindlichere Gelehrte, die den Belastungen nicht gewachsen waren, gesundheitliche Beeinträchtigungen, Depressionen, Zusammenbrüche, sogar Selbstmorde waren die Folge. Zwei solcher Katastrophen habe ich aus der Nähe erlebt.“

Auch Papst Benedikt XVI. berichtet aus dieser Zeit:

„Ich hatte in der eigenen Vorlesung […] nie Störungen. Dennoch habe ich dramatisch erlebt, welcher Terror da war.“

Von Hans Maier war Joseph Ratzinger damals für den Bund Freiheit der Wissenschaft gewonnen worden und wurde Mitglied.
Georg Nicolaus Knauer war bereits früh inoffizieller „Anführer“ der Notgemeinschaft für eine freie Universität (NofU).:150 Georg Nicolaus Knauer, seit 1966 Ordinarius für Alte Philologie an der Freien Universität Berlin, hatte schon 1967 in einem Artikel im Oxford Magazine international auf die Lage an seiner Universität hingewiesen, um Mitstreiter zu finden.:214 Neben der Publikation kritischer Texte arbeiteten viele spätere BFW-Begründer auch als Gutachter gegen die radikalen Teile der Studentenbewegung. Knauer schrieb beispielsweise zusammen mit Fritz Borinski, dem damaligen Ordinarius für Erziehungswissenschaften, im Auftrag des Rektors der Freien Universität Berlin 1967 ein Gutachten über die „Kritische Universität“. Dabei wurden sie beraten von Richard Löwenthal und dem Soziologen Otto Stammer. Das Papier kam zu dem Schluss, entgegen der Behauptung des Allgemeinen Studentenausschusses (AStA), die „Kritische Universität“ sei ein Beitrag zur Hochschulreform, ein Organ der Studierendenschaft und ein Ort der Beschäftigung mit „kritischer Wissenschaft“, sei sie vielmehr der Arm außeruniversitärer politischer Kräfte wie der APO und eine „Kaderschule“ an der Universität. Auf Grundlage dieser Stellungnahme beschloss der Akademische Senat der Freien Universität Berlin 1967, die „Kritische Universität“ „vorerst nicht zu unterstützen“.:82 f.
Auch der spätere Historiker Michael Wolffsohn trat jung in die NofU ein. Wolffsohn war sehr aktiv und gründete die Reformgruppe Geschichte an der Freien Universität Berlin mit.:175 Kezia Knauer:226 und Rita Braun-Feldweg waren Persönlichkeiten im frühen Umfeld der NofU.
Erwin K. Scheuch an der Universität Köln war zunächst ein starker Fürsprecher der Studentenbewegung. Ein Flugblatt bezeichnete ihn noch Anfang 1968 als das „liberale Idol“ der Kölner Studentenschaft. Bei einer Gedenkfeier des Kölner AStA für Benno Ohnesorg im Juni 1967 kritisierte er harsch die West-Berliner Polizei und die Springer-Zeitungen. Wiederholt fragte Scheuch im Sommer 1967 öffentlich nach der „Mitschuld der Gesellschaft“ an der Eskalation des Protests.:127 Zum Beispiel fragte er in einer Rede:

„[War nicht eine wesentliche Ursache der Unruhe in der Jugend,] daß uns diese Generation beim Worte nimmt, daß sie praktische Demokratie und Freiheit dort erwartet, wo wir Demokratie und Freiheit nur sagen? [Die Älteren müssten sich vor dem „Pharisäertum“ hüten,] jeden Formfehler der Studenten zum Anlaß der Distanzierung von unbequemen Studenten zu nehmen.“

Scheuch gilt als einer der „Väter“ der empirischen Soziologie der Bundesrepublik. Die Wahlforschung wird bis heute nach seinem Konzept betrieben, seine Methode ging in die Schulbücher ein.:228
Noch im Dezember 1967 zeigte sich Scheuch in einem Brief an Tenbruck überrascht, dass dieser die Proteste „so tragisch“ nehme. Sicherlich kämen in ihnen auch irrationale Affekte zum Ausdruck. Mehr Grund zur Besorgnis gäbe aber die zu befürchtende Reaktion von rechts: „Ich habe den Eindruck, daß alle illiberalen rechten Kräfte in Deutschland darauf gewartet haben, daß die Illiberalen von links den Terror gegen die liberale Mitte ausüben“.:127 Der Soziologentag in Frankfurt 1968 wurde für Scheuch allerdings zu seinem einschneidenden Konflikt mit den Aktivisten des „Sozialistischen Deutschen Studentenbundes“ (SDS).:128,141,463 Scheuch hielt nach einer von ihm selbst als stellvertretendem Vorsitzenden der „Deutschen Gesellschaft für Soziologie“ anberaumten Podiumsdiskussion mit Hans-Jürgen Krahl und dessen SDS-Mitstreitern das Gespräch nunmehr für sinnlos.:128 Scheuch war entsetzt über die totalitären Forderungen der Studenten:229 und schrieb einen Leserbrief an die Frankfurter Allgemeine Zeitung:

„[Nun sei für ihn] kein Gespräch mehr möglich, sondern nur noch Selbstschutz gegen die Romantiker der physischen Gewalt. [Abgestoßen hatten ihn] der terroristische Charakter der Diskussionsweise, die Stereotype des Denkens, die Beschimpfungen und nicht zuletzt blanker Hass [der SDS-Sprecher], gemischt mit Furcht [der SDS-Sprecher].“

Scheuch wurde später zum Pressesprecher des BFW, was ihn bei den linken Kölner Studenten nicht beliebter machte. Eine eigene „Arbeitsgemeinschaft Scheuch-Vorlesung“ störte seine Veranstaltungen und der Marxistische Studentenbund Spartakus und der Sozialdemokratische, ab 1972 Sozialistische Hochschulbund (SHB) forderten seine Entlassung. Dass gleichzeitig ein „Hillgruber-Komitee“ den neu berufenen Historikerkollegen Andreas Hillgruber attackierte und weitere Kollegen bedrängt wurden, erzeugte eine gewisse Standessolidarität. Mit seinem bewunderten Lehrer René König zerstritt sich Scheuch, was auch im unterschiedlichen Verhalten gegenüber den linksextremen Gruppen an der Universität lag. Scheuch führte im Laufe der Jahre zwölf siegreiche Prozesse und engagierte sich publizistisch gegen die Bedrohung der Wissenschaftsfreiheit. Seine Opponenten wie der Historiker Hans-Ulrich Wehler, die selbst nicht zur Zielscheibe geworden waren, verharmlosten später die Attacken auf die Professoren. Scheuchs Ehefrau und Mitarbeiterin Ute Scheuch berichtete, dass ihr Mann sehr unter den Angriffen gelitten habe.
Schon 1971 verliefen die Grenzen innerhalb der Gremien längst nicht mehr entlang der Statusgruppen der Universität. Vielmehr hatten sich seit Beginn der Gruppenuniversität statusübergreifend organisierte politische Lager gebildet. Auslöser für diese Entwicklung war die Politisierung der Universität durch die 68er-Bewegung gewesen, die zu einer ersten Aufspaltung in „linke“ und „rechte“ Lager geführt hatte. Durch die Auswirkungen der Universitätsgesetze, aber auch durch die Gegenwehr des BFW, wurde ein weiterer Polarisierungsprozess in Gang gesetzt. Auch die „liberalen“ Kräfte der „Mitte“ wurden mehr und mehr von den Gewalttätigkeiten der Roten Zellen und K-Gruppen oder der oft scheiternden und langwierigen Gremienarbeit abgeschreckt und hatten begonnen, mit BFW-Vertretern zu koalieren. Das prominenteste Beispiel dafür ist wohl Alexander Schwan, Direktor am Otto-Suhr-Institut, der noch 1969 maßgeblich den „revolutionären“ Satzungsentwurf des Instituts mit entwickelt hatte und in diesem Sinne für eine Durchsetzung des Vorschaltgesetzes und ein Unterstützer von Rolf Kreibich gewesen war. Schwan gründete 1971 zusammen mit der NofU die „Liberale Aktion“, die aus einem breiten Bündnis entstanden war.:371 f. In ihr gab es unter anderem die sozialdemokratischen Arbeitsgemeinschaften der Liberalen Aktion, in der u. a. Nipperdey, Schwan und Heinrich August Winkler zusammenarbeiteten.:352

## Politische Sprachkritik in der jungen Bundesrepublik und der BFW
Im intellektuellen Diskurs der späten 1960er und der 1970er Jahre war auch die Sprache ins Zentrum des Räsonierens gerückt. Dabei entdeckten einige wortgewaltige Sozialwissenschaftler und Philosophen die politische Sprachkritik als Mittel in ihrer Auseinandersetzung mit der intellektuellen Linken. Sie standen alle in mehr oder weniger enger Verbindung zum BFW. Hans Maier hatte die sprachkritische Interpretation der Neuen Linken ins Spiel gebracht. Als 1931 geborener Politikwissenschaftler gehörte er der Generation der 1945er an, jener Geburtsjahrgänge ungefähr zwischen 1922 und 1932 also, die das Ende des „Dritten Reiches“ als Jugendliche erlebt und mit dem Neubeginn in der Demokratie identitär eng verbunden waren. Ralph Giordano weist demgegenüber auf die Prägung gerade dieser Jahrgänge durch den Nationalsozialismus hin:

„...Die zweite Gruppe besteht aus jenen Generationen, die zu jung waren, um für die politische Entwicklung der Reichsgeschichte auf 1933 zu verantwortlich gemacht werden zu können, die jedoch wie niemand sonst von Hitlerdeutschland geprägt worden sind–die Jahrgänge etwa ab 1928 bis in die dreißiger Jahre hinein, ebenfalls mit fließenden Grenzen nach oben und unten. ...Es sind die »Eltern«–, die Hitlerjugend-Jahrgänge. Ohne einer totalen Verantwortungsabstinenz für das Tatgeschehen im Dritten Reich das Wort zu reden, beginnt ihre volle Haftung für das eigene Tun und Lassen von der biographischen Reife her erst nach 1945: bei der Auseinandersetzung mit ihrer Prägung durch das Hakenkreuz  und mit dem Rausch einer unter wahnhaften und realitätsgestörten Vorzeichen verbrachten Jugend. ... Heute kann jedoch festgestellt werden, dass die »Eltern« hinsichtlich ihrer Auseinandersetzungsbereitschaft kein wesentlich anderes Verhalten als das ablehnende der »Großeltern« an den Tag gelegt haben.“

Maier wurde 1967 in seiner Auseinandersetzung mit der erstarkenden Nationaldemokratischen Partei Deutschlands (NPD) die Bedeutung der politischen Sprache bewusst. Zunächst suchte er den Wortschatz der NPD seiner demokratischen Camouflage zu entkleiden, zu „enttarnen“ und zu „entschleiern“, um die antidemokratische Stoßrichtung der Rechtsextremen offenzulegen. Er war jung auf den Lehrstuhl für politische Wissenschaften am Geschwister-Scholl-Institut der Ludwig-Maximilians-Universität München berufen, wo er unter anderem auf Eric Voegelin traf. Durch die Auseinandersetzung mit der NPD sensibilisiert kritisierte er dann die Sprache der Neuen Linken wie der politischen Theologie. 1968 griff er die „Kohorte der Nachredner und Nachbeter“ eines Jürgen Habermas, Theodor W. Adorno oder Ernst Bloch an, aber nicht diese selbst, die „Bedeutendes“ zu sagen hätten. Deren Nachahmer aber, so Maier, verwendeten ein „klischeehaft erstarrtes, bösartig trommelndes Deutsch, eine Formelsprache, deren Zweck nicht Mitteilung, sondern Deklamation und Übertäuben“ sei. In der Studentenbewegung täglich konfrontiert, sah Maier also eine ähnliche Gefahr für die junge Demokratie der Bundesrepublik. Zwischen der „Sprach- und Gesellschaftsveränderung“, die er aufmerksam beobachtete, bestand, so war Maier überzeugt, ein enger Zusammenhang. Auch der BFW trat für das Konzept der „wehrhaften Demokratie“ ein.

## Ursachen und Gründe für die Entstehung: Debatten um Hochschulreformen
Zum Motiv der Ablehnung psychischer und physischer Gewalt kam auch ein politisches hinzu. In der Absicht, die Studentenbewegung einzuhegen, kamen nach 1968 viele Bundesländer ihrer wichtigsten hochschulpolitischen Forderung entgegen: der Ausweitung der Mitbestimmung Studenten in der akademischen Selbstverwaltung. Unter dem Stichwort „Demokratisierung“ schuf das West-Berliner Hochschulgesetz von 1969 annähernd eine Drittelparität von Studenten, Assistenten und Hochschullehrern in den Kollegialorganen. Die Studenten erlangten so erstmals relevanten Einfluss auf die Verteilung von Forschungsgeldern, auf Berufungsverfahren, auf Promotionen und selbst auf ihre eigenen Prüfungsordnungen. Gerade der radikalere Teil der Linken unter den Studenten nahm das als Freibrief. An der Freien Universität Berlin wählte im November 1969 ein drittelparitätisches Konzil den 31-jährigen Soziologie-Assistenten Rolf Kreibich zum deutschlandweit ersten Universitätspräsidenten ohne Promotion.
Kreibich hatte die Wahl vor allem dank des Versprechens gewonnen, bei künftigen Protesten keine Polizeieinsätze mehr auf dem Universitätsgelände zuzulassen. Die kommunistischen Roten Zellen nutzten das gleich im Dezember 1969, um den Abbruch einer BWL-Vorlesung zu erzwingen. Die geschockten Dekane der Freien Universität Berlin sprachen beim Regierenden Bürgermeister Klaus Schütz (SPD) vor. Der bekundete sein Verständnis, griff aber nicht ein.
Erst als das Thema der „Mitbestimmung“ ein gewichtiges wurde und der Staat ein Mitspracherecht weiterer Statusgruppen an der Universität verankerte, wurde also politisches Kapital eine nicht mehr zu unterschätzende Größe in den Hochschulen. Besonders „als der Marxismus zur Leitideologie erhoben werden sollte“, sei eine bedrohliche „Problemlage“ für die späteren BFW-Mitglieder entstanden und sie begannen, ebenfalls politisches Kapital zu mobilisieren. Sie organisierten ihre institutionelle Verteidigung mit Hilfe eines Interessenverbandes, des BFW.:79
Schon im Gründungsaufruf von 1970 hieß es zum Marxismus:

„[Die Wissenschaft] kann nur existieren, solange kein Dogma im voraus festlegt, was das Gute und was das Böse ist. Daher hat der Marxismus einen legitimen Platz an der Hochschule, sofern er sich als selbstkritische Methode der Erkenntnis versteht, nicht dagegen als fanatischer Anspruch auf Alleinbesitz der Wahrheit oder gar militanter Aktionismus.“

Hans Joachim Geisler, Mitgründer der NofU und des BFW, kann man als eines der aktivsten BFW-Mitglieder und eine der treibendsten Kräfte im Verband bezeichnen (im Jahre 2011 übertrug der BFW Geisler deshalb – erstmals in der Geschichte des Verbandes – einen eigens dafür geschaffenen Ehrenvorsitz). Michael Wolffsohn hielt eine Laudatio, in der er die Eigensicht der in NofU und BFW engagierten Akteure schilderte. Geisler begründete seine Motivation für sein Engagement in den 2010er Jahren rückblickend mit drei Argumenten, die die zeithistorische Forschung u. a. mit der Ablehnung von Gewalt und Totalitarismus als typisch für einen großen Teil der im BFW engagierten Personen ansieht:

„Was wir alle empfunden haben 1969, war, dass die Universität zerstört zu werden drohte durch eine Art Zangengriff einerseits von diesen linksradikalen Störern der Lehrveranstaltungen […] und auf der anderen Seite […] der Erfüllung der Forderung dieser Leute durch das Berliner Universitätsgesetz. […] Also, wir fühlten uns einfach vom Staat völlig im Stich gelassen und andererseits diesen unmittelbaren Bedrohungen, die für manche Kollegen wirklich schlimm und gefährlich waren, ausgesetzt […]. Das zweite war aber auch die Sorge um die Demokratie in Deutschland. Diese Studentenbewegung hat sich ja ausdrücklich auf kommunistische Diktatoren […] berufen, und da kam bei vielen Älteren auch die Erinnerung an die Zeit des NS wieder […] und die sagten: Unsere Kinder sollen uns später mal nicht fragen: Warum habt ihr nichts getan? […] In West-Berlin kam natürlich dazu, dass die kommunistische Bedrohung besonders spürbar war. Die Russen standen mit ihren Panzern rings um Berlin, […] das Chruschtschow-Ultimatum war nicht vergessen […]. Diese Bedrohung war real und war lebendig.“

Die im BFW organisierten Hochschullehrer sahen sich um 1970 also durch den Druck der Studenten und die politischen Steuerungsversuche von unten und oben in die Zange genommen.
Neben der Bildungsexpansion und der Studentenbewegung waren vor allem Strukturveränderungen ein, wenn nicht sogar der wichtigste Auslöser für die Gründung des BFW::73

„Die Freiheit der Wissenschaft ist heute von zwei Seiten bedroht: Durch den Gesinnungsterror ideologisch fanatisierter Gruppen an den Hochschulen gegen Andersdenkende und durch Bestimmungen in einer Reihe von Hochschulgesetzen, die Nichtwissenschaftlern zunehmenden Einfluß auf die Bewertung wissenschaftlicher Leistungen und die Auswahl wissenschaftlicher Lehrer gewährt haben.“

Dem Ziel, eine Einführung der Drittelparität und der Gruppenuniversität zu verhindern, verschrieben sich auch die etwa 1500 Hochschullehrer von mehr als 30 westdeutschen Hochschulen, die im Marburger Manifest ihre ernsten Bedenken gegen die „Demokratisierungsbestrebungen der Hochschulen“ schriftlich geäußert hatten. Sie wandten sich großteils dem neu gegründeten Bund Freiheit der Wissenschaft zu.
Im linken Wahrnehmungsmuster wurden die Ängste des konservativen Wahrnehmungsmusters, die eine Gefahr für die bundesdeutsche Demokratie durch eine Demokratisierung der Universitäten sahen, nicht geteilt. Aber auch das linke Wahrnehmungsmuster hat über die Reformen hinausgehende Veränderungen mitunter nicht unterstützt und die zunehmende Radikalität einzelner Studenten abgelehnt. Es kritisierte viele Methoden des SDS ebenfalls stark, war aber der Meinung, dass ohne die radikalen Forderungen und Provokationen nötige Reformen nicht angestoßen worden wären.
In der Rückschau werden verschiedene Aspekte der Zeit der „Achtundsechziger“ des vergangenen Jahrhunderts zum Versuch einer Beurteilung dieser Zeit erwogen. Zum Beispiel sagte im Jahre 2017 ein Sohn des Anführers der Studenten, Rudi Dutschke:

„Sie haben viel Gutes gebracht. Für die Kindererziehung, die Emanzipation der Frauen, den Umweltschutz und die Dritte Welt. Auf der anderen Seite steht natürlich die Gewalt […]. [Auf die Anmerkung, manch einer spreche vom Machtkartell der Altachtundsechziger, die ihre Vergangenheit schönfärbten, antwortete er:] Nehmen wir Joschka Fischer. Er hat damals Steine geworfen, heute ist er beinahe ein Oligarch. Es kommt darauf an, wie stark einer die Macht will.“

Immer wieder wurde dem BFW in den Folgejahren vorgeworfen, er sei ein „Reformgegner“. Die zeithistorische Forschung hat ergeben, dass die BFW-Mitglieder nicht die Tatsache kritisierten, dass Umstrukturierungen stattfanden, sondern einzelne ihrer Punkte und Auswirkungen dieser Umstrukturierungen. Sie unterstrichen jedoch stets die Strukturkrise, in der sich die Universität ihrer Meinung nach befände, sowie die Reformbedürftigkeit der Institution. Viele von ihnen vertraten zudem ein Selbstbild als aktive Reformer der 60er Jahre, wie etwa Hermann Lübbe oder Walter Rüegg. Dem BFW eine grundsätzliche Reformgegnerschaft vorzuwerfen, sieht die zeithistorische Forschung demnach als zu kurz gegriffen und zu wenig differenziert an.:73 f. So schreibt etwa Hans Maier:

„Reformen waren nötig, sie mussten sein. Aber drei Dinge war ich nicht bereit hinzunehmen: Ideologische Einseitigkeit und bewusste Ausschaltung von Meinungs-Vielfalt; den Missbrauch der korporativen Überlieferungen der Universität im Dienst einer revolutionären Umgestaltung der Gesellschaft — und endlich offene Gewalttätigkeit als Mittel zur Durchsetzung politischer Ziele.“

## Gründung
Hans Maiers Werk war die bundesweite organisatorische Vorbereitung des Gründungskongresses. Er stützte sich dabei auf den „Frankfurter Kreis“ um Karl Häuser, Edith Eucken-Erdsiek und Walter Rüegg, auf die West-Berliner NofU um Otto von Simson, Georg Nicolaus Knauer, Hans Joachim Geisler, Horst Sanmann, Jürgen Domes und Thomas Nipperdey und auf eine Tübinger Gruppe um den Soziologen Tenbruck, einen Schüler von Arnold Bergstraesser. Abgesehen von kleinen Änderungen orientierte sich das Komitee an der Satzung der NofU.:115 Sie war als erste Gründung eines regionalen Verbands und aktivste Sektion des BFW stets ein Sonderfall gewesen und blieb es bis zuletzt. Aktiv blieb sie an der Bildungspolitik beteiligt und wandelte sich nach dem Fall der Mauer in die Sektion „Berlin-Brandenburg“. Im Jahr 2000 bildete sie den letzten aktiven Ortsverband des BFW.:455 Mit ihrer Fokussierung auf die Öffentlichkeitsarbeit außerhalb der Universitäten, aber auch mit der Öffnung für eine breite Mitgliedschaft wurde die Konstruktion der NofU zum Modell für den BFW.:154 Aus West-Berlin abgewanderte Professoren der NofU wie (Willi Blümel in Bielefeld, Horst Sanmann in Hamburg, Jürgen Zabeck in Mannheim, Bernd Rüthers in Konstanz, Roman Herzog in Speyer und nicht zuletzt Thomas Nipperdey im BFW-Bundesvorstand) sorgten auch in den frühen Jahren für die Verbreitung des Know-how der NofU im gesamten BFW.:228
Die Programmerklärung des BFW formulierten Löwenthal, Wilhelm Hennis, Lübbe und Maier. Ein erster Vorstand und ein Bundesausschuss wurden gewählt. Der Bund Freiheit der Wissenschaft war geboren. Zum Gründungskongress kamen weit mehr Personen, als die Veranstalter trotz vieler Anmeldungen erwartet hatten: Über 1500 Menschen füllten die Bad Godesberger Stadthalle.:115
Die NofU und der BFW wollten keine Vereinigung von Professoren sein, sondern warben um alle interessierten Bürger und Hochschulangehörige und versuchten, die öffentliche Meinung vor allem außerhalb der Universitäten zu beeinflussen.:154 Im Gründungsaufruf wurde erklärt:

„Der Bund Freiheit der Wissenschaft soll ein Zusammenschluss derjenigen sein, die sich des untrennbaren Zusammenhangs von Freiheit der Wissenschaft und freiheitlicher Demokratie bewusst sind. […] Heute tritt die Forderung nach Politisierung der Wissenschaft schon mit der Intoleranz auf, die man in totalitären Herrschaftssystemen beobachtet. Wissenschaft darf nur ‚ergeben‘, was gesellschaftlich relevant ist […] Die Forschung darf weder von ideologisierten Gruppen noch von Einzelinteressen noch von der Tagespolitik in Pflicht genommen werden.“

Einen Tag nach dem Gründungskongress gab es weiterhin internationalen Zuspruch von prominenter Seite. Im September 1970 hatte sich das „International Committee on University Emergency“ (ICUE) unter Mitarbeit von BFW-Initiatoren wie Richard Löwenthal gebildet. Nun veröffentlichten 104 renommierte Wissenschaftler und ICUE-Mitglieder, zu denen auch sieben Nobelpreisträger gehörten, aus verschiedenen europäischen Ländern aber auch aus Nordamerika, Australien und Japan ein Memorandum, in dem sie bekannt gaben, dass sie sich wegen der gegenwärtigen „Existenzkrise der Universität“ international zusammengeschlossen hätten.:122

„Als Forscher haben wir die Schädigung unserer Wissenschaften, als Lehrer die Schädigung unserer Studenten, als Staatsbürger die Schädigung unserer Länder zu beklagen. Als Forscher, Lehrer und Staatsbürger erklären wir, daß keine soziale Bewegung der Menschheit wahrhaft dienen kann, die jene Institution zerstört oder korrumpiert, in denen rationale Auseinandersetzung und geistige Disziplin ihre Heimstätte haben.“

## Weitere Geschichte
Bis Mitte der 1970er Jahre wuchs der BFW auf rund 5000 Personen an. Neben dem Vorstand war der Bundesausschuss das wichtigste Gremium des BFW. Er legte die Richtlinien fest und wählte die Führungsspitze. War er anfangs noch mehrheitlich mit Professoren besetzt, sank deren Anteil im Laufe der Jahre. Der Anteil außeruniversitärer Berufsgruppen stieg an, vor allem Journalisten, Kaufleute, Politiker und Rechtsanwälte. Ab 1976 arbeitete auch die erste „Hausfrau“ mit. Trotzdem blieb der Bundesausschuss mehrheitlich von Männern bestimmt. Nur fünf Frauen wurden bis 1976 zu Delegierten gewählt, eine Studentin, eine wissenschaftliche Mitarbeiterin, eine Hausfrau und zwei Hochschullehrerinnen: Lieselotte Süllwold, Professorin für Psychologie an der Goethe-Universität Frankfurt und Margot Becke, Professorin für Chemie, die von 1966 bis 1968 die Rektorin der Universität Heidelberg war und damit die erste weibliche Rektorin einer Hochschule in der Bundesrepublik Deutschland.:191 f.
Der BFW vereinte alle hochschulpolitischen Lager der „Mitte“ zwischen Links- und Rechtsextremismus. Er schloss in den Aufnahmeanträgen explizit Mitglieder „rechts- oder linksradikaler Vereinigungen“ wie „NPD, Aktion Widerstand, Rote Zellen, DKP, Spartakus o. ä. Organisationen“ von einer Mitgliedschaft im BFW aus. Wer einen Mitgliedsantrag beim BFW einreichte, musste – zumindest seit dem Frühjahr 1971 – unterschreiben, dass er „auf dem Boden der freiheitlich demokratischen Grundordnung stehe und keiner rechts- oder linksradikalen Vereinigung […] angehöre.“ Die Anwärter wurden daraufhin in einem Aufnahmeverfahren geprüft, in dem ein bis zwei Fürsprecher, im Idealfall BFW-Mitglieder, deren Vertrauenswürdigkeit versicherten. Nur in wenigen Einzelfällen waren versehentlich Mitglieder der NPD in den Verband aufgenommen worden, weil auf den Anträgen, die auf dem Gründungskongress auslagen, der Zusatz mit den radikalen Gruppierungen noch gefehlt hatte. Wenn der Verband Kenntnis von solchen Mitgliedschaften erlangte, überprüfte er den Fall sofort und schloss die entsprechenden Personen aus. Michael Zöller berichtete zum Beispiel auf einer Vorstandssitzung 1972, dass in Bremen zwei Mitglieder des BFW zugleich in der NPD organisiert seien. Als Teilnehmer des Gründungskongresses seien sie „nicht überprüft worden“. Bei den Personen solle nachgefragt werden, ob die Parteimitgliedschaft noch bestehe und jene in dem Fall ausgeschlossen werden.:183 f.
Gegnerische Gruppierungen unterstellten dem Verband des Öfteren, ein rechtsextremes Sammelbecken für „Altnazis“ darzustellen. In den Aufnahmeanträgen des BFW konnten von Historikern trotz intensiver Suche nur wenige Beispiele von Mitgliedern mit einer „stärkeren“ Verstrickung in das NS-Regime gefunden werden: Beispielsweise Willi Willing trat dem BFW bei und hatte eine NS-Vergangenheit, stellte aber die Ausnahme im BFW dar. Auf der anderen Seite gab es auch Mitglieder des BFW, die im „Dritten Reich“ aktiv Widerstand geleistet hatten, wie z. B. Otto Ziebill, der während der NS-Zeit als Rechtsanwalt arbeitete und dem Widerstandskreis um Carl Friedrich Goerdeler angehörte. 1946 wurde er Vorsitzender der Berufungskammer für Entnazifizierung, später Oberbürgermeister von Nürnberg. 1973 trat er dem BFW bei. Eine Beurteilung des BFW als „Sammelbecken“ ehemaliger NSDAP- und SS-Größen, wie die Gegner des BFW des Öfteren behaupteten, kann die Forschung analog zu den Erkenntnissen zur Führungsriege des BFW nicht bestätigen.:184 f.
Auch einige Öffentlichrechtler waren im BFW, in Leitungspositionen etwa Michael Kloepfer und Günter Püttner. In den Veröffentlichungen des BFW schrieben aber u. a. auch Axel von Campenhausen, Willi Blümel, Wilhelm A. Kewenig, Martin Kriele, Hartmut Schiedermair.
Den größten Zuwachs hatten im Laufe der Jahre die BFW-Mitglieder zu verzeichnen, die nicht an einer Hochschule beschäftigt waren. Schon 1972 machten sie die Hälfte aller Mitglieder aus. Zugleich sank der Prozentsatz der Hochschullehrer im Jahre 1976 erstmals unter 30 %. Ein Grund dafür war das verstärkte Engagement des BFW in der Schulpolitik, in dessen Folge immer mehr Lehrer, Eltern und auch ein paar Schüler in den Verband eintraten, dafür aber Professoren den Verband verließen. So traten Michael Zöller, Thomas Nipperdey und Richard Löwenthal aus, weil sich der BFW mehr und mehr in einen Lehrerverband verwandelt habe.:173 Während Löwenthal aus dem BFW austrat, engagierte sich Alexander Schwan verstärkt in ihm und trat sogar mit einem Eklat aus der SPD aus.:465
Zu den Sympathisanten insbesondere der NofU, aber auch des Bundes Freiheit der Wissenschaft gehörte auch Axel Springer. Am 23. November 1980 veranstaltete er einen Empfang in seinem Haus für Mitglieder beider Vereinigungen.:149 Dabei sagte er:

„Freiheit war das Ziel der Männer und Frauen, die sich gegen Hitler auflehnten, wobei Wissenschaftler mit an vorderster Stelle standen. Freiheit hat auch die Berliner beflügelt, hier in dieser Stadt den Kommunisten Paroli zu bieten und auf diese Weise durchzuhalten: 1946 bei der Wahl zum Stadtparlament; 1948 bei der Blockade; 1961 beim Mauerbau. Und auch bei der Gründung der ‚Notgemeinschaft für eine freie Universität‘.“

In der Zeitung BILD war der BFW allerdings nur selten Thema, auch wenn die NofU 1972 hier einige Anzeigen schaltete, um möglichst viele Bürger anzusprechen. Mitglieder des Verbands veröffentlichten ihre Artikel aber häufig in der überregionalen „Springer-Presse“ (Die Welt, Welt am Sonntag), die außerdem positiv über den BFW berichtete. Ansonsten platzierten BFW-Mitglieder Artikel in der Frankfurter Allgemeinen Zeitung. Auch Die Zeit berichtete positiv über den Verband. Der BFW bediente sich insgesamt besonders überregionaler Blätter mit einem „gehobenen“ Anspruch.:149
Das 1982 veröffentlichte Heidelberger Manifest, das deutliche rassistische Formulierungen enthielt, wurde von elf Professoren unterzeichnet, die u. a. auch dem Bund Freiheit der Wissenschaft nahestanden
.

## Die Geisteswissenschaften und der BFW
Kennzeichen der westlich beeinflussten Generalüberholung der westdeutschen Geisteswissenschaften und der Sozialwissenschaften war ihre normative Funktion für die theoretische Begründung und Stabilisierung der liberaldemokratischen Verfassungs- und Gesellschaftsordnung der jungen Bundesrepublik. Die jungen, nach 1945 akademisch sozialisierten Nachwuchswissenschaftler wirkten so im Verbund mit ihren Altersgenossen aus anderen gesellschaftlichen Bereichen wie Journalismus und Politik am Projekt einer umfassenden Liberalisierung und Westernisierung der westdeutschen Gesellschaft. Die jungen Modernisierer entwickelten eigene Richtungen, zunächst unter dem Einfluss einiger weniger älterer Ordinarien, die als sogenannte „Gründerväter“ die Modernisierung mit teilweise regelrechten Neuerfindungen ihrer Fächer anstoßen hatten. Unter diesen Gründervätern war eine bemerkenswert hohe Zahl von Remigranten. Ähnlich wie ihre Schüler, waren auch sie während ihrer Exiljahre von westlichen, angelsächsischen Wissenschaftsentwicklungen beeinflusst worden. Sie waren aber noch deutlich stärker an traditionellen deutschen Denkschulen orientiert. Es entstand also ein Gemisch aus reaktualisierten älteren deutschen Traditionen, kleinen Reformansätzen vor 1945 und angelsächsisch geprägter wissenschaftlicher Moderne. Dieses Gemisch setzte oft erst die Schülergeneration in ein kohärentes Lehr- und Forschungsprogramm um. Beispielhaft für solche Prozesse war die Entwicklung der westdeutschen Soziologie, die sich erst in der Nachkriegszeit als universitäres Hauptfach endgültig an den Universitäten etablierte. Die Soziologie stieg in der öffentlichen Rezeption schnell zur Leitwissenschaft der gesellschaftlichen Modernisierung auf. Die Gründergeneration der bundesrepublikanischen Soziologie betrieb trotz ihrer sehr unterschiedlichen politisch-intellektuellen Wurzeln (einerseits Remigranten wie Max Horkheimer, Theodor W. Adorno und René König, andererseits z. B. der geläuterte Nationalsozialist Helmut Schelsky) einheitlich die Abkehr von der philosophisch-geisteswissenschaftlichen Tradition der deutschen Vorkriegssoziologie und lenkte das Fach radikal auf eine Gegenwartsdiagnose, den Strukturfunktionalismus und die empirische Sozialforschung um. Das Fach Soziologie wuchs schnell an, und die Schüler dieser Gründergeneration stiegen dadurch ab den späten 1950er Jahren in akademische Spitzenpositionen auf. Sie interpretierten die Soziologie noch stärker als gesellschaftspolitisches Instrument zur Liberalisierung der Bundesrepublik. Den jungen Soziologen wie M. Rainer Lepsius, Ralf Dahrendorf, Jürgen Habermas und anderen war die deutsche Sozialphilosophie des 19. und frühen 20. Jahrhunderts bereits weitgehend entfremdet. Zu diesen jungen westdeutschen Nachkriegssoziologen gehörte auch Erwin K. Scheuch.
Scheuch war bereits 1950 mit der Schule der empirischen Sozialforschung in Berührung gekommen. 1952 war er maßgeblich beteiligt an der Erstellung diverser Lehr- und Handbücher (Fischer Lexikon Soziologie, Handbuch der empirischen Sozialforschung). König war der Initiant und Förderer der empirischen Sozialforschung, Scheuch war der Forscher. Er leitete (gemeinsam mit Rudolf Wildenmann) auch die „Kölner Wahlstudie“ zur Bundestagswahl 1961, die mit ihrer Mikroanalyse der Bedingungen von Machtwechseln in der Demokratie grundlegend für die empirische Wahlforschung in der Bundesrepublik wurde.:90 f. Scheuch wurde von seinen Gegnern aus der Frankfurter Schule der Gruppe der „Fliegenbeinzähler“ – also der empirisch-sozialwissenschaftlich arbeitenden Soziologen – zugeschlagen, eben weil er sich anders als etwa Theodor W. Adorno stark von den amerikanischen Methoden der empirischen Sozialforschung hatte inspirieren lassen und auf harte Empirie statt marxistisch inspirierter Kulturkritik setzte.

## Die liberalkonservative Begründung der Bundesrepublik
Besonders in der Philosophie und der Politologie gab es in den 60er-Jahren zwei Schulen, die einen normativen Anspruch vertraten und für eine „praktische“ Anwendung ihrer Wissenschaft plädierten. Zum einen die „normativ-ontologische“ Schule um Joachim Ritter mit ihrem Konzept einer „praktischen Philosophie“, zum anderen die „Freiburger Schule“ um Arnold Bergstraesser (aber auch die Kreise um die Politologen Eric Voegelin und Leo Strauss), die sich für eine „praktische politische Wissenschaft“ einsetzten. Sowohl die Ritter-Schule (vor allem Hermann Lübbe) als auch der Bergstraesser-Kreis (u. a. Hans Maier, Wilhelm Hennis, Friedrich H. Tenbruck und Dieter Oberndorfer) waren konstitutiv für die Initiation und Gründung des BFW. Sie engagierten sich auch in den Folgejahren stark für den Verband in seinen Führungsgremien.:196 Besonders dem Kreis um Joachim Ritter wird eine maßgebliche Rolle in der philosophischen Debatte um die „liberalkonservative Begründung der Bundesrepublik“ zugeschrieben.

## Der Historikerstreit in den 1980er Jahren und der BFW
Noch 1986 isolierte Jürgen Habermas den BFW von seinem historischen Entstehungskontext und beschrieb ihn als gefangen in „suggestiven Feindbildern“. Der Historikerstreit in der zweiten Hälfte der 1980er Jahre lief also entlang der intellektuellen Fronten zwischen einem linken und einem rechten Lager, die 1970 mit der Gründung des BFW erstmals manifest geworden waren. Beide Seiten versuchten zu definieren, was künftig die geistige Mitte der Bundesrepublik ausmachen sollte. Um kulturelle Deutungshoheit zu erlangen und politische Wirkung zu entfalten, fanden die Akteure von einst es gelegentlich nötig, das jeweils andere Lager als Bedrohung für die gesellschaftliche Entwicklung darzustellen. Die Besetzung von Begriffen wie Demokratie und Freiheit fungierte dabei als wichtiges kulturpolitisches Instrument.:393

## Geschichte des BFW nach 1990
Schon seit Ende der 1970er Jahre, besonders aber nach 1990, wandte der BFW sich zunehmend der Schulpolitik und weiteren Fragen der Hochschul- und Bildungspolitik zu. Die verbliebenen Veteranen des BFW kämpften bis ins Jahr 2014 an entscheidender Stelle fast Seite an Seite mit den Studentenvertretungen gegen die Bologna-Reform. Aber das hatten beide Seiten gar nicht recht bemerkt. Der Verband litt später teilweise unter Geldmangel und dem hohen Alter seiner Mitglieder und löste sich im Jahre 2015 auf.

## Das Gründungskomitee
- Edith Eucken-Erdsiek
- Hans Joachim Geisler
- Karl Häuser
- Wilhelm Hennis
- Gerhard Löwenthal
- Richard Löwenthal
- Hermann Lübbe
- Hans Maier
- Ernst Nolte
- Heinz-Dietrich Ortlieb
- Konrad Repgen
- Walter Rüegg
- Horst Sanmann
- Heinz Sauermann
- Erwin Scheuch
- Hatto H. Schmitt (BFW Vorsitz 1974 ff)
- Hermann Schmitt-Vockenhausen
- Gerhard Schröder
- Gerd Tellenbach
- Friedrich Tenbruck
- Waldemar Wittmann

## Organisation
Zu den Veröffentlichungen des BFW gehörten: „Hochschulpolitische Informationen“ (1970–1983); „moderator. Mitteilungen für die Mitglieder des Bundes Freiheit der Wissenschaft“ (1971–1973); „Freiheit der Wissenschaft. Materialien zur Schul- und Hochschulpolitik.“ (1974–2009), von Oktober 2009 bis Dezember 2015 ausschließlich in digitaler Form herausgegeben als „freiheit der Wissenschaft online“.:470